# Porellaceae
Porellaceae (deutsch Kahlfruchtmoose) sind eine Moosfamilie aus der Klasse der Jungermanniopsida.

## Namensherkunft
Der Name (griechisch poros = Pore, Loch) stammt vom Erstbeschreiber Dillenius, der die Sporenkapsel irrtümlich mit kleinen Poren versehen beschreibt. Eine andere Erklärung ist, dass die Sprosse von unten gesehen durch die Blattunterlappen wie durchlöchert erscheinen.

## Merkmale
Es sind meist kräftige Pflanzen mit einfach bis dreifach fiedrig verzweigten Stämmchen. Die Flankenblätter sind bis zum Grund in zwei Lappen geteilt; der Oberlappen ist elliptisch bis kreisrund und meist konvex, der Unterlappen viel kleiner und mehr oder weniger parallel mit dem Stämmchen. Unterblätter sind vorhanden, sie sind meist größer als die Unterlappen der Flankenblätter. Alle Blattlappen können ganzrandig, gezähnt oder gewimpert sein.
Die Geschlechterverteilung ist diözisch. Die Gametangienstände befinden sich am Ende von kurzen Seitenästen. Männliche Gametangienstände sind kurz ährenförmig. Die großen Perianthien sind unten bauchig, oben stumpf dreieckig und allmählich verengt oder weitmündig; die Kapsel ist eiförmig bis kugelig, die Sporen sind papillös und 24 bis 80 Mikrometer groß. Eine vegetative Vermehrung ist unbekannt.

## Systematik
Die Familie umfasst nach Frey, Fischer & Stech (Stand 2008) drei Gattungen:
- Ascidiota mit nur einer Art Ascidiota blepharophylla
- Macvicaria mit ebenso nur einer Art Macvicaria ulophylla
- Porella mit zirka 80 Arten.

Nach einer neueren (2016) Publikation wird Macvicaria ulophylla in die Gattung Porella eingegliedert (Porella ulophylla). Damit enthält die Familie Porellaceae nur noch die zwei Gattungen
- Ascidiota und
- Porella[4].

Hier wird die Anzahl der Porella-Arten mit 85 angegeben.